# Bill Koskei
William Koski (28 de diciembre de 1947) fue un atleta keniano de atletismo que se especializó en los 400 metros con vallas y en el relevo 4 × 400 metros.

## Biografía
Koskei entrenó en Uganda al principio de su carrera y ganó una medalla de plata para su país adoptivo en los 400 metros con vallas en los Juegos del Commonwealth de 1970.
Su aparición en los Juegos Olímpicos de Verano de 1972 de Múnich ocurrió después de que cambiara de lealtades y regresara a su Kenia natal. Compitió en los 400 metros con vallas, donde fue eliminado tras su primera serie, que terminó en la cuarta posición.
Ganó más medallas en los 400 metros con vallas durante los dos años siguientes, una medalla de plata en los Juegos Panafricanos de 1973 y una medalla de bronce en los Juegos del Commonwealth de 1974 en Christchurch. En los Juegos del Commonwealth de 1974 también fue miembro del equipo de relevo 4 × 400 metros de Kenia que ganó la medalla de oro.
Ganó otra medalla de oro con el equipo de relevo 4 × 400 metros en los Juegos del Commonwealth de 1978.